# Norderney (Schiff, 1944)
Die Norderney war ein Motorrettungsboot der Deutschen Gesellschaft zur Rettung Schiffbrüchiger (DGzRS).
Die Norderney wurde im Jahr 1939 von der DGzRS in Auftrag gegeben und fuhr von 1940 bis 1945 unter dem Kommando der deutschen Luftwaffe. 1945 erfolgte die Rückgabe an die DGzRS.
Zwischen Januar 1945 und März 1969 war sie auf der Nordseeinsel Norderney stationiert und wurde anschließend durch die Otto Schülke ersetzt. Nach ihrer Außerdienststellung wurde die Norderney an einen privaten Eigentümer verkauft und war fortan in Wilhelmshaven beheimatet. 
Das 1940 von der Lürssen-Werft in Bremen-Vegesack gebaute 17,30 Meter lange und fünf Meter breite Schiff verfügte über einen Stahl-Rumpf. Der Tiefgang der mit zwei 150 PS-Maschinen auf zwei Schrauben ausgestatteten Norderney, die eine Höchstgeschwindigkeit von 10 Knoten hatte, lag bei 1,40 Meter. Im Jahr 1953 rüstete man auf der Bremer DGzRS-Werft einen Turm nach.